# Стрельченко, Владимир Владимирович
Влади́мир Влади́мирович Стре́льченко (род. 25 апреля 1964, Новосибирск, СССР) — советский и российский военный, политический деятель. Гвардии полковник запаса. Как считалось ранее, получил ученую степень доктора политических наук. Однако летом 2013 года журналисты г. о. Химки провели расследование, в результате которого выяснилось, что информация о получении ученой степени не соответствует действительности. С декабря 2003 года по август 2012 года являлся главой городского округа Химки Московской области.

## Биография
Родился 25 апреля 1964 года в Новосибирске, в семье рабочих.
После окончания средней школы, в 1981 году, поступил в Новосибирское высшее военно-политическое общевойсковое училище имени 60-летия Великого Октября, ныне — Новосибирское высшее военное командное училище и окончил его в 1986 году.

### Карьера в армии
С октября 1987 года по май 1988 года проходил службу в Афганистане. Службу начинал командиром взвода, затем стал командиром роты 70-й Кандагарской мотострелковой бригады.
Владимир Стрельченко получил осколочное ранение после чего находился на излечении в Ташкентском военном госпитале.
По словам Владимира: «на войне было страшно — только дураки смерти не боятся, но думать тогда об этом просто некогда было».
После возвращения на Родину, Стрельченко получил высшее военное образование — в 1993 году окончил Военную Краснознаменную орденов Ленина, Октябрьской революции и Суворова академию имени М. В. Фрунзе.
По окончании академии занимал должности командира батальона и командира 423-го гвардейского мотострелкового полка.
В запас уволился в 1999 году, в звании полковника, с должности заместителя командира 4-й гвардейской Кантемировской дивизии.

### Политическая деятельность
После увольнения Стрельченко окончил Российскую академию государственной службы при президенте РФ.
C 2000 года работал в системе коммунального хозяйства Москвы.
В 2002 году был назначен заместителем министра жилищно-коммунального хозяйства, топлива и энергетики в правительстве Московской области.
Являлся активистом возглавляемой губернатором Борисом Громовым — Всероссийской общественной организации ветеранов «Боевое братство», хотя в её рядах не состоял.
В декабре 2003 года, при поддержке губернатора Московской области, Стрельченко участвовал и одержал победу на выборах главы Химкинского района Московской области.
19 февраля 2005 года город Химки был объединён с Химкинским районом, и должность Стрельченко стала называться — глава городского округа Химки.
В декабре 2004 года Стрельченко стал лауреатом национальной премии «Человек года» в номинации «Руководитель городского уровня» — за вклад в развитие города Химки.
Под руководством Стрельченко в городе Химки была проделана работа по переустройству муниципального образования, по технической модернизации района. Стрельченко был награждён орденом Ивана Калиты с формулировкой «За исключительные заслуги, способствующие процветанию Московской области и её населения».
В 2009 году избран главой городского округа Химки на второй срок.
14 августа 2012 года досрочно ушёл в отставку.
В ноябре 2008 года был жестоко избит химкинский журналист Михаил Бекетов, который до конца жизни потерял речь и был прикован к инвалидной коляске. Незадолго до этого инцидента Бекетов, конфликтовавший с властями Химок по ряду вопросов, в том числе по поводу вырубки Химкинского леса, высказал предположение, что в его устрашении заинтересованы чиновники химкинской администрации, в частности мэр Владимир Стрельченко.
- Противостояние В. Стрельченко и М. Бекетова художественно описано в скандальном романе-бестселлере Сергея Соколкина «RUSКАЯ ЧУРКА» (Рипол Классик, 2014, переиздание, Рипол Классик, 2015).
- В 2011 году появились публикации блога под названием «Химкиликс».  Одна из публикаций  была озаглавлена  «Аналитический доклад о коррупционных преступлениях Владимира Стрельченко и его окружения». В одной из других публикаций данного блога были опубликованы графические схемы коррупционных связей Владимира Стрельченко и его окружения.  Мэра подмосковных Химок авторы публикаций обвиняли  во многих нарушениях[9]. Например, как указывается в докладе, окружение Стрельченко с его ведома распродавало недвижимость по заниженным ценам, а недополученные городом деньги осели в карманах чиновников. Также мэр Химок, на родственников которого записаны разные предприятия, отобранные у собственников с помощью рейдерских захватов, ввел поборы с предпринимателей. Обо всем этом говорится в докладе. По мнению авторов "Химкиликс", все действия Стрельченко оставались безнаказанными благодаря личным связям Стрельченко с коррумпированными  силовиками.

## Спортивные достижения

### Автоспорт
2005 г. — участник Чемпионата России RTCC в классе Кубок Хонда

2006 г. — участник Чемпионата России RTCC в классе Кубок Хонда

2007 г. — участник Кубка России RTCC в классе Суперпродакшн, 9 место

2008 г. — участник Кубка России RTCC в классе Суперпродакшн, 13 место, участник Чемпионата России в классе Туринг, 7 место

2009 г. RTCC Туринг — 1 место (Seat Leon II) «Химки Моторспорт»

2010 г. RTCC Туринг — 2 место (Seat Leon II) «Химки Моторспорт»

2011 г. RTCC Туринг — 6 место (Seat Leon II) «Химки Моторспорт»

2014 г. РСКГ Суперпродакшн — 8 место (Honda Civic) «Подмосковье Моторспорт»

2016 г. РСКГ Суперпродакшн — 9 место (Honda Civic) «Ассоциация любителей автомобильного спорта»

### Футбол
С 2004 по 2010 год являлся президентом футбольного клуба «Химки». К 2004 году футбольный клуб Химки уже находился в первом дивизионе, в 2006 вышел в премьер-лигу. После крупного поражения от московского «Спартака» 24 октября 2009 года ФК «Химки» потерял шансы на спасение и вылетел из премьер-лиги. Стрельченко сложил с себя полномочия президента. Управление клубом взяли на себя наблюдательный совет и Генеральный директор — Сергей Городничук.

## Награды
- Орден «За военные заслуги»;
- Орден Красной Звезды (награждён дважды);
- Орден «За личное мужество»;
- Орден «За службу Родине в Вооружённых Силах СССР» 3 степени;
- Орден Почёта;
- Орден Ивана Калиты (награда Московской области);
- Медаль «За отличие в воинской службе» 2 степени;
- Юбилейная медаль «70 лет Вооружённых Сил СССР»;
- Медаль «За отличие в военной службе» (Минобороны) 2 степени;
- Медаль «За безупречную службу» 3 степени;
- Медаль «200 лет Министерству обороны»;
- Нагрудный знак «Воину-интернационалисту»;
- Медаль «Воину-интернационалисту от благодарного афганского народа»;
- Медаль «15 лет вывода советских войск из Афганистана».